# Federico Callori di Vignale
Federico Callori di Vignale (15 de dezembro de 1890 - 10 de agosto de 1971) foi um cardeal italiano da Igreja Católica Romana. Ele serviu como Mestre do Sagrado Palácio Apostólico de 1958 a 1965, e foi elevado ao cardinalato em 1965.

## Biografia
Federico Callori di Vignale nasceu em Vignale Monferrato em uma família nobre, e estudou na Pontifícia Universidade Gregoriana e na Pontifícia Academia Eclesiástica, ambas em Roma. Ele foi ordenado ao sacerdócio em 16 de dezembro de 1917, e então fez trabalho pastoral em Roma até 1958. Durante esse tempo, Callori foi elevado ao posto de participante do Privy Chamberlain (6 de julho de 1919), Prelado Doméstico de Sua Santidade (28 de maio de 1935), cônego da Basílica de São Pedro (3 de junho de 1935) e protonotário apostólico (6 de junho de 1935). Foi nomeado Pró-Mestre da Câmara Pontifícia em 20 de dezembro de 1950, antes de se tornar Cavaleiro da Grã-Cruz da Ordem do Mérito da República Italiana em 12 de janeiro de 1953 e Mestre do Sagrado Palácio Apostólico em 29 de outubro de 1958. Também em 1958, foi agraciado com a Grande Condecoração de Honra em Prata com Faixa pelos Serviços à República da Áustria.
Em antecipação à sua nomeação como cardeal, o Papa Paulo VI nomeou Callori arcebispo titular de Maiuca em 15 de fevereiro de 1965. Ele recebeu sua consagração episcopal em 21 de fevereiro do Cardeal Eugène-Gabriel-Gervais-Laurent Tisserant. O Papa Paulo VI o criou Cardeal Diácono de São João Bosco na Via Tuscolana em 22 de fevereiro. Após a cerimônia, que foi um tanto desorganizada, pois Enrico Dante, o Mestre de Cerimônias Pontifícias, era um dos novos cardeais e não pôde desempenhar seu papel habitual, Callori teria reclamado: "Agora eles me tornaram mais ridículo do que nunca", enquanto jogava seu barrete no assento da limusine. Ele serviu como Cardeal Protodiácono de 31 de março de 1971 até sua morte.
O cardeal Callori morreu na Cidade do Vaticano aos 80 anos. Ele está enterrado na capela-túmulo de sua família em sua cidade natal, Vignale Monferrato.